# Grigori Tšutšelov
Grigori Tšutšelov (russisch Григорий Алексеевич Чучелов; * 4. Novemberjul. / 17. November 1907greg. im Kreis Harju, Gouvernement Estland; † 17. November 1943 bei Welikije Luki, Sowjetunion) war ein estnischer Fußballspieler russischer Herkunft.

## Karriere
Grigori Tšutšelov wurde 1907 als russischstämmiger Este im nördlichsten Kreis des zum damaligen Kaiserreich Russland gehörenden Gouvernement Estland geboren. 
Von 1928 bis 1936 war Tšutšelov als Fußballspieler aktiv. Der auf der Position des Stürmers spielende Tšutšelov spielte zunächst für Meteor Tallinn, und zwischen 1931 und 1936 für den Tallinna JK in der Estnischen Meisterschaft. 
Im Juni 1932 debütierte Tšutšelov in der Estnischen Nationalmannschaft im Spiel gegen Schweden. Es sollte das einzige Länderspiel im Nationaltrikot sein. 

## Tod
Tšutšelov fiel als Soldat der Roten Armee im Zweiten Weltkrieg im Deutsch-Sowjetischen Krieg am 15. Januar 1943 in der Schlacht von Welikije Luki an der Kalininer Front. Er war Teil der 249. Estnischen Infanterie-Division (estnisch: 249. Eesti Laskurdiviis) im 8. Estnischen Schützenkorps (8. Eesti Laskurkorpus) unter Generalleutnant Lembit Pärn.